# Tirreno-Adriático 2025
Tirreno-Adriático 2025 – 60. edycja wyścigu kolarskiego Tirreno-Adriático, która odbyła się w dniach od 10 do 16 marca 2025 na liczącej ponad 1130 kilometrów trasie składającej się z 7 etapów, biegnącej z Lido di Camaiore do San Benedetto del Tronto. Impreza kategorii 2.UWT była częścią UCI World Tour 2025.

## Etapy
| Etap | Data   | Start – Meta                                    | type                       | Dystans (km) | Suma wzniesień (m) | Zwycięzca etapu  | Lider         |
| ---- | ------ | ----------------------------------------------- | -------------------------- | ------------ | ------------------ | ---------------- | ------------- |
| 1    | 10 mar | Lido di Camaiore – Lido di Camaiore             | jazda indywidualna na czas | 9,9          | 10 m               | Filippo Ganna    | Filippo Ganna |
| 2    | 11 mar | Camaiore – Follonica                            | płaski                     | 192          | 1245 m             | Jonathan Milan   | Filippo Ganna |
| 3    | 12 mar | Follonica – Colfiorito                          | górski                     | 239          | 3236 m             | Andrea Vendrame  | Filippo Ganna |
| 4    | 13 mar | Norcia – Trasacco                               | górzysty                   | 190          | 2610 m             | Olav Kooij       | Filippo Ganna |
| 5    | 14 mar | Ascoli Piceno – Pergola                         | górzysty                   | 205          | 3499 m             | Fredrik Dversnes | Filippo Ganna |
| 6    | 15 mar | Cartoceto – Frontignano                         | górski                     | 163          | 3508 m             | Juan Ayuso       | Juan Ayuso    |
| 7    | 16 mar | Porto Potenza Picena – San Benedetto del Tronto | płaski                     | 147          | 1008 m             | Jonathan Milan   | Juan Ayuso    |

## Uczestnicy

### Drużyny
| WorldTeams (18)- EF Education-EasyPost - Alpecin-Deceuninck - Arkéa-B&B Hotels - XDS Astana Team - Bahrain-Victorious - Cofidis - Decathlon AG2R La Mondiale Team - Groupama-FDJ - Ineos Grenadiers - Intermarché-Wanty - Lidl-Trek - Movistar Team - Red Bull-BORA-hansgrohe - Soudal Quick-Step - Team Picnic-PostNL - Team Jayco AlUla - Team Visma \| Lease a Bike - UAE Team Emirates XRG ProTeams (6)- Israel-Premier Tech - Uno-X Mobility - Q36.5 Pro Cycling Team - Team Polti VisitMalta - Tudor Pro Cycling Team - VF Group-Bardiani CSF-Faizanè |
| |

### Lista startowa
| Alpecin-Deceuninck ADC                                   | Alpecin-Deceuninck ADC      | Alpecin-Deceuninck ADC |
| -------------------------------------------------------- | --------------------------- | ---------------------- |
| Nr                                                       | Kolarz                      | Miejsce                |
| 1                                                        | Mathieu van der Poel (NED)  | 50.                    |
| 2                                                        | Samuel Gaze (NZL)           | 115.                   |
| 3                                                        | Robbe Ghys (BEL)            | DNS-3                  |
| 4                                                        | Gal Glivar (SLO)            | 74.                    |
| 5                                                        | Xandro Meurisse (BEL)       | 114.                   |
| 6                                                        | Johan Price-Pejtersen (DEN) | DNF-5                  |
| 7                                                        | Gianni Vermeersch (BEL)     | 54.                    |
| Dyrektor sportowy : Gianni Meersman, Christoph Roodhooft |                             |                        |

| Arkéa-B&B Hotels ARK                           | Arkéa-B&B Hotels ARK     | Arkéa-B&B Hotels ARK |
| ---------------------------------------------- | ------------------------ | -------------------- |
| Nr                                             | Kolarz                   | Miejsce              |
| 11                                             | Amaury Capiot (BEL)      | 127.                 |
| 12                                             | Anthony Delaplace (FRA)  | 73.                  |
| 13                                             | Mathis Le Berre (FRA)    | 107.                 |
| 14                                             | Cristián Rodríguez (ESP) | 47.                  |
| 15                                             | Kévin Vauquelin (FRA)    | 12.                  |
| 16                                             | Clément Venturini (FRA)  | 80.                  |
| 17                                             | Alessandro Verre (ITA)   | DNF-5                |
| Dyrektor sportowy : Yvon Ledanois, Didier Rous |                          |                      |

| Bahrain Victorious TBV                                 | Bahrain Victorious TBV | Bahrain Victorious TBV |
| ------------------------------------------------------ | ---------------------- | ---------------------- |
| Nr                                                     | Kolarz                 | Miejsce                |
| 21                                                     | Antonio Tiberi (ITA)   | 3.                     |
| 22                                                     | Pello Bilbao (ESP)     | 9.                     |
| 23                                                     | Damiano Caruso (ITA)   | 66.                    |
| 24                                                     | Afonso Eulálio (POR)   | DNF-5                  |
| 25                                                     | Fran Miholjević (CRO)  | 120.                   |
| 26                                                     | Andrea Pasqualon (ITA) | 123.                   |
| 27                                                     | Robert Stannard (AUS)  | 89.                    |
| Dyrektor sportowy : Gorazd Štangelj, Franco Pellizotti |                        |                        |

| Cofidis COF                                           | Cofidis COF                 | Cofidis COF |
| ----------------------------------------------------- | --------------------------- | ----------- |
| Nr                                                    | Kolarz                      | Miejsce     |
| 31                                                    | Ion Izagirre (ESP)          | 28.         |
| 32                                                    | Alex Aranburu (ESP) (szosa) | 29.         |
| 33                                                    | Bryan Coquard (FRA)         | 129.        |
| 34                                                    | Valentin Ferron (FRA)       | 132.        |
| 35                                                    | Jan Maas (NED)              | 95.         |
| 36                                                    | Paul Ourselin (FRA)         | 70.         |
| 37                                                    | Benjamin Thomas (FRA)       | 71.         |
| Dyrektor sportowy : Roberto Damiani, Bingen Fernández |                             |             |

| Decathlon-AG2R La Mondiale DAT                  | Decathlon-AG2R La Mondiale DAT | Decathlon-AG2R La Mondiale DAT |
| ----------------------------------------------- | ------------------------------ | ------------------------------ |
| Nr                                              | Kolarz                         | Miejsce                        |
| 41                                              | Johannes Staune-Mittet (NOR)   | 36.                            |
| 42                                              | Sam Bennett (IRL)              | 136.                           |
| 43                                              | Dries De Bondt (BEL)           | 86.                            |
| 44                                              | Dorian Godon (FRA)             | 100.                           |
| 45                                              | Tord Gudmestad (NOR)           | 124.                           |
| 46                                              | Nicolas Prodhomme (FRA)        | 37.                            |
| 47                                              | Andrea Vendrame (ITA)          | 31.                            |
| Dyrektor sportowy : Luke Roberts, Didier Jannel |                                |                                |

| EF Education-EasyPost EFE                                  | EF Education-EasyPost EFE | EF Education-EasyPost EFE |
| ---------------------------------------------------------- | ------------------------- | ------------------------- |
| Nr                                                         | Kolarz                    | Miejsce                   |
| 51                                                         | Richard Carapaz (ECU)     | 18.                       |
| 52                                                         | Ben Healy (IRL)           | 24.                       |
| 53                                                         | Samuele Battistella (ITA) | 93.                       |
| 54                                                         | Esteban Chaves (COL)      | 40.                       |
| 55                                                         | Rui Costa (POR) (szosa)   | DNF-5                     |
| 56                                                         | James Shaw (GBR)          | DNS-1                     |
| 57                                                         | Michael Valgren (DEN)     | DNF-2                     |
| Dyrektor sportowy : Juan Manuel Gárate, Tejay van Garderen |                           |                           |

| Groupama-FDJ GFC                                     | Groupama-FDJ GFC       | Groupama-FDJ GFC |
| ---------------------------------------------------- | ---------------------- | ---------------- |
| Nr                                                   | Kolarz                 | Miejsce          |
| 61                                                   | David Gaudu (FRA)      | DNF-2            |
| 62                                                   | Lorenzo Germani (ITA)  | 65.              |
| 63                                                   | Romain Grégoire (FRA)  | 15.              |
| 64                                                   | Valentin Madouas (FRA) | 35.              |
| 65                                                   | Quentin Pacher (FRA)   | 39.              |
| 66                                                   | Paul Penhoët (FRA)     | 101.             |
| 67                                                   | Clément Russo (FRA)    | 105.             |
| Dyrektor sportowy : Thierry Bricaud, Jussi Veikkanen |                        |                  |

| Ineos Grenadiers IGD                               | Ineos Grenadiers IGD     | Ineos Grenadiers IGD |
| -------------------------------------------------- | ------------------------ | -------------------- |
| Nr                                                 | Kolarz                   | Miejsce              |
| 71                                                 | Filippo Ganna (ITA)      | 2.                   |
| 72                                                 | Laurens De Plus (BEL)    | 46.                  |
| 73                                                 | Lucas Hamilton (AUS)     | 116.                 |
| 74                                                 | Michał Kwiatkowski (POL) | DNF-5                |
| 75                                                 | Salvatore Puccio (ITA)   | DNF-7                |
| 76                                                 | Brandon Rivera (COL)     | 41.                  |
| 77                                                 | Connor Swift (GBR)       | 77.                  |
| Dyrektor sportowy : Zakkari Dempster, Ian Stannard |                          |                      |

| Intermarché-Wanty IWA                          | Intermarché-Wanty IWA   | Intermarché-Wanty IWA |
| ---------------------------------------------- | ----------------------- | --------------------- |
| Nr                                             | Kolarz                  | Miejsce               |
| 81                                             | Kamiel Bonneu (BEL)     | 98.                   |
| 82                                             | Vito Braet (BEL)        | DNF-6                 |
| 83                                             | Francesco Busatto (ITA) | 58.                   |
| 84                                             | Kevin Colleoni (ITA)    | 81.                   |
| 85                                             | Tom Paquot (BEL)        | DNF-2                 |
| 86                                             | Louis Barré (FRA)       | DNS-1                 |
| 87                                             | Jonas Rutsch (GER)      | 43.                   |
| Dyrektor sportowy : Aike Visbeek, Bart Wellens |                         |                       |

| Israel-Premier Tech IPT                          | Israel-Premier Tech IPT | Israel-Premier Tech IPT |
| ------------------------------------------------ | ----------------------- | ----------------------- |
| Nr                                               | Kolarz                  | Miejsce                 |
| 91                                               | Derek Gee (CAN)         | 4.                      |
| 92                                               | Pascal Ackermann (GER)  | DNF-3                   |
| 93                                               | Marco Frigo (ITA)       | 76.                     |
| 94                                               | Jakob Fuglsang (DEN)    | 84.                     |
| 95                                               | Hugo Houle (CAN)        | DNF-3                   |
| 96                                               | Nadav Raisberg (ISR)    | 128.                    |
| 97                                               | Jake Stewart (GBR)      | 118.                    |
| Dyrektor sportowy : Sam Bewley, Francesco Frassi |                         |                         |

| Lidl-Trek LTK                                   | Lidl-Trek LTK                       | Lidl-Trek LTK |
| ----------------------------------------------- | ----------------------------------- | ------------- |
| Nr                                              | Kolarz                              | Miejsce       |
| 101                                             | Giulio Ciccone (ITA)                | 13.           |
| 102                                             | Simone Consonni (ITA)               | DNF-5         |
| 103                                             | Amanuel Ghebreigzabhier (ERI) (ITT) | 112.          |
| 104                                             | Jonathan Milan (ITA)                | 135.          |
| 105                                             | Toms Skujiņš (LAT)                  | 104.          |
| 106                                             | Jasper Stuyven (BEL)                | 44.           |
| 107                                             | Edward Theuns (BEL)                 | 130.          |
| Dyrektor sportowy : Grégory Rast, Adriano Baffi |                                     |               |

| Movistar Team MOV                       | Movistar Team MOV                | Movistar Team MOV |
| --------------------------------------- | -------------------------------- | ----------------- |
| Nr                                      | Kolarz                           | Miejsce           |
| 111                                     | Nairo Quintana (COL)             | 32.               |
| 112                                     | Jorge Arcas (ESP)                | 67.               |
| 113                                     | Orluis Aular (VEN)               | 52.               |
| 114                                     | Davide Formolo (ITA)             | 51.               |
| 115                                     | Einer Rubio (COL)                | 20.               |
| 116                                     | Pelayo Sánchez (ESP)             | DNF-6             |
| 117                                     | Natnael Tesfatsion (ERI) (szosa) | 99.               |
| Dyrektor sportowy : Maximilian Sciandri |                                  |                   |

| Q36.5 Pro Cycling Team Q36                                  | Q36.5 Pro Cycling Team Q36   | Q36.5 Pro Cycling Team Q36 |
| ----------------------------------------------------------- | ---------------------------- | -------------------------- |
| Nr                                                          | Kolarz                       | Miejsce                    |
| 121                                                         | Thomas Pidcock (GBR)         | 6.                         |
| 122                                                         | Xabier Azparren (ESP)        | DNS-3                      |
| 123                                                         | Gianluca Brambilla (ITA)     | DNF-5                      |
| 124                                                         | David de la Cruz (ESP) (ITT) | 8.                         |
| 125                                                         | Damien Howson (AUS)          | 119.                       |
| 126                                                         | Mark Donovan (GBR)           | 53.                        |
| 127                                                         | Nickolas Zukowsky (CAN)      | DNF-7                      |
| Dyrektor sportowy : Gabriele Missaglia, Alexandre Sans Vega |                              |                            |

| Red Bull-Bora-Hansgrohe RBH                          | Red Bull-Bora-Hansgrohe RBH | Red Bull-Bora-Hansgrohe RBH |
| ---------------------------------------------------- | --------------------------- | --------------------------- |
| Nr                                                   | Kolarz                      | Miejsce                     |
| 131                                                  | Jai Hindley (AUS)           | 5.                          |
| 132                                                  | Roger Adrià (ESP)           | 48.                         |
| 133                                                  | Jonas Koch (GER)            | 94.                         |
| 134                                                  | Filip Maciejuk (POL)        | 83.                         |
| 135                                                  | Gianni Moscon (ITA)         | 62.                         |
| 136                                                  | Anton Palzer (GER)          | DNS-3                       |
| 137                                                  | Tim van Dijke (NED)         | 82.                         |
| Dyrektor sportowy : Enrico Gasparotto, Roger Hammond |                             |                             |

| Soudal Quick-Step SOQ                                | Soudal Quick-Step SOQ        | Soudal Quick-Step SOQ |
| ---------------------------------------------------- | ---------------------------- | --------------------- |
| Nr                                                   | Kolarz                       | Miejsce               |
| 141                                                  | Mikel Landa (ESP)            | 7.                    |
| 142                                                  | Mattia Cattaneo (ITA)        | 10.                   |
| 143                                                  | Josef Černý (CZE)            | 117.                  |
| 144                                                  | Paul Magnier (FRA)           | 91.                   |
| 145                                                  | Valentin Paret-Peintre (FRA) | 38.                   |
| 146                                                  | Casper Pedersen (DEN)        | 90.                   |
| 147                                                  | Pepijn Reinderink (NED)      | 111.                  |
| Dyrektor sportowy : Davide Bramati, Wilfried Peeters |                              |                       |

| Team Jayco AlUla JAY                             | Team Jayco AlUla JAY            | Team Jayco AlUla JAY |
| ------------------------------------------------ | ------------------------------- | -------------------- |
| Nr                                               | Kolarz                          | Miejsce              |
| 151                                              | Filippo Zana (ITA)              | 25.                  |
| 152                                              | Edward Dunbar (IRL) (ITT)       | DNF-5                |
| 153                                              | Patrick Gamper (AUT)            | 125.                 |
| 154                                              | Dylan Groenewegen (NED) (szosa) | 137.                 |
| 155                                              | Luka Mezgec (SLO)               | 126.                 |
| 156                                              | Elmar Reinders (NED)            | 133.                 |
| 157                                              | Jasha Sütterlin (GER)           | 75.                  |
| Dyrektor sportowy : Valerio Piva, Steve Cummings |                                 |                      |

| Team Picnic-PostNL TPP                           | Team Picnic-PostNL TPP | Team Picnic-PostNL TPP |
| ------------------------------------------------ | ---------------------- | ---------------------- |
| Nr                                               | Kolarz                 | Miejsce                |
| 161                                              | Chris Hamilton (AUS)   | 34.                    |
| 162                                              | Bjoern Koerdt (GBR)    | DNF-7                  |
| 163                                              | Gijs Leemreize (NED)   | 49.                    |
| 164                                              | Enzo Leijnse (NED)     | 102.                   |
| 165                                              | Niklas Märkl (GER)     | 122.                   |
| 166                                              | Casper van Uden (NED)  | 85.                    |
| 167                                              | Bram Welten (NED)      | DNS-6                  |
| Dyrektor sportowy : Matthew Winston, Philip West |                        |                        |

| Team Polti VisitMalta PTV                            | Team Polti VisitMalta PTV | Team Polti VisitMalta PTV |
| ---------------------------------------------------- | ------------------------- | ------------------------- |
| Nr                                                   | Kolarz                    | Miejsce                   |
| 171                                                  | Davide Piganzoli (ITA)    | 17.                       |
| 172                                                  | Davide Bais (ITA)         | 108.                      |
| 173                                                  | Giovanni Lonardi (ITA)    | 106.                      |
| 174                                                  | Mirco Maestri (ITA)       | 59.                       |
| 175                                                  | Francisco Muñoz (ESP)     | 92.                       |
| 176                                                  | Andrea Pietrobon (ITA)    | 109.                      |
| 177                                                  | Alessandro Tonelli (ITA)  | 61.                       |
| Dyrektor sportowy : Stefano Zanatta, Giovanni Ellena |                           |                           |

| Team Visma \| Lease a Bike TVL                     | Team Visma \| Lease a Bike TVL | Team Visma \| Lease a Bike TVL |
| -------------------------------------------------- | ------------------------------ | ------------------------------ |
| Nr                                                 | Kolarz                         | Miejsce                        |
| 181                                                | Simon Yates (GBR)              | 14.                            |
| 182                                                | Olav Kooij (NED)               | 96.                            |
| 183                                                | Steven Kruijswijk (NED)        | 69.                            |
| 184                                                | Daniel McLay (GBR)             | 131.                           |
| 185                                                | Cian Uijtdebroeks (BEL)        | DNF-7                          |
| 186                                                | Attila Valter (HUN) (szosa)    | 56.                            |
| 187                                                | Dylan van Baarle (NED)         | 88.                            |
| Dyrektor sportowy : Maarten Wynants, Jesper Mørkøv |                                |                                |

| Tudor Pro Cycling Team TUD                        | Tudor Pro Cycling Team TUD | Tudor Pro Cycling Team TUD |
| ------------------------------------------------- | -------------------------- | -------------------------- |
| Nr                                                | Kolarz                     | Miejsce                    |
| 191                                               | Marc Hirschi (SUI)         | 23.                        |
| 192                                               | Alexander Krieger (GER)    | 134.                       |
| 193                                               | Rick Pluimers (NED)        | 55.                        |
| 194                                               | Florian Stork (GER)        | 79.                        |
| 195                                               | Larry Warbasse (USA)       | 68.                        |
| 196                                               | Hannes Wilksch (GER)       | 57.                        |
| 197                                               | Maikel Zijlaard (NED)      | 121.                       |
| Dyrektor sportowy : Matteo Tosatto, Claudio Cozzi |                            |                            |

| UAE Team Emirates XRG UAD                                   | UAE Team Emirates XRG UAD       | UAE Team Emirates XRG UAD |
| ----------------------------------------------------------- | ------------------------------- | ------------------------- |
| Nr                                                          | Kolarz                          | Miejsce                   |
| 201                                                         | Juan Ayuso (ESP)                | 1.                        |
| 202                                                         | Rui Oliveira (POR)              | DNF-7                     |
| 203                                                         | Isaac Del Toro (MEX)            | 19.                       |
| 204                                                         | Felix Großschartner (AUT) (ITT) | 60.                       |
| 205                                                         | Rafał Majka (POL)               | 72.                       |
| 206                                                         | Domen Novak (SLO) (szosa)       | DNF-7                     |
| 207                                                         | Adam Yates (GBR)                | 16.                       |
| Dyrektor sportowy : Fabrizio Guidi, Manuele Mori, Tomás Gil |                                 |                           |

| Uno-X Mobility UXM                              | Uno-X Mobility UXM               | Uno-X Mobility UXM |
| ----------------------------------------------- | -------------------------------- | ------------------ |
| Nr                                              | Kolarz                           | Miejsce            |
| 211                                             | Magnus Cort Nielsen (DEN)        | 110.               |
| 212                                             | Fredrik Dversnes (NOR)           | 45.                |
| 213                                             | Ådne Holter (NOR)                | 103.               |
| 214                                             | Anders Halland Johannessen (NOR) | 78.                |
| 215                                             | Tobias Halland Johannessen (NOR) | 11.                |
| 216                                             | William Blume Levy (DEN)         | 97.                |
| 217                                             | Søren Wærenskjold (NOR) (ITT)    | 138.               |
| Dyrektor sportowy : Gabriel Rasch, Emil Vinjebo |                                  |                    |

| VF Group-Bardiani CSF-Faizanè VBF                        | VF Group-Bardiani CSF-Faizanè VBF | VF Group-Bardiani CSF-Faizanè VBF |
| -------------------------------------------------------- | --------------------------------- | --------------------------------- |
| Nr                                                       | Kolarz                            | Miejsce                           |
| 221                                                      | Manuele Tarozzi (ITA)             | 63.                               |
| 222                                                      | Lorenzo Conforti (ITA)            | DNF-4                             |
| 223                                                      | Luca Covili (ITA)                 | 42.                               |
| 224                                                      | Filippo Fiorelli (ITA)            | 30.                               |
| 225                                                      | Alessandro Pinarello (ITA)        | 22.                               |
| 226                                                      | Matteo Scalco (ITA)               | 64.                               |
| 227                                                      | Enrico Zanoncello (ITA)           | 113.                              |
| Dyrektor sportowy : Roberto Reverberi, Alessandro Donati |                                   |                                   |

| XDS Astana Team XAT                                  | XDS Astana Team XAT           | XDS Astana Team XAT |
| ---------------------------------------------------- | ----------------------------- | ------------------- |
| Nr                                                   | Kolarz                        | Miejsce             |
| 231                                                  | Alberto Bettiol (ITA) (szosa) | DNS-3               |
| 232                                                  | Nicola Conci (ITA)            | 33.                 |
| 233                                                  | Lorenzo Fortunato (ITA)       | 21.                 |
| 234                                                  | Florian Kajamini (ITA)        | 27.                 |
| 235                                                  | Wout Poels (NED)              | DNF-5               |
| 236                                                  | Davide Toneatti (ITA)         | 87.                 |
| 237                                                  | Simone Velasco (ITA)          | 26.                 |
| Dyrektor sportowy : Aleksandr Szefier, Dario Cataldo |                               |                     |

| Alpecin-Deceuninck ADC                                   | Alpecin-Deceuninck ADC      | Alpecin-Deceuninck ADC |
| -------------------------------------------------------- | --------------------------- | ---------------------- |
| Nr                                                       | Kolarz                      | Miejsce                |
| 1                                                        | Mathieu van der Poel (NED)  | 50.                    |
| 2                                                        | Samuel Gaze (NZL)           | 115.                   |
| 3                                                        | Robbe Ghys (BEL)            | DNS-3                  |
| 4                                                        | Gal Glivar (SLO)            | 74.                    |
| 5                                                        | Xandro Meurisse (BEL)       | 114.                   |
| 6                                                        | Johan Price-Pejtersen (DEN) | DNF-5                  |
| 7                                                        | Gianni Vermeersch (BEL)     | 54.                    |
| Dyrektor sportowy : Gianni Meersman, Christoph Roodhooft |                             |                        |

| Arkéa-B&B Hotels ARK                           | Arkéa-B&B Hotels ARK     | Arkéa-B&B Hotels ARK |
| ---------------------------------------------- | ------------------------ | -------------------- |
| Nr                                             | Kolarz                   | Miejsce              |
| 11                                             | Amaury Capiot (BEL)      | 127.                 |
| 12                                             | Anthony Delaplace (FRA)  | 73.                  |
| 13                                             | Mathis Le Berre (FRA)    | 107.                 |
| 14                                             | Cristián Rodríguez (ESP) | 47.                  |
| 15                                             | Kévin Vauquelin (FRA)    | 12.                  |
| 16                                             | Clément Venturini (FRA)  | 80.                  |
| 17                                             | Alessandro Verre (ITA)   | DNF-5                |
| Dyrektor sportowy : Yvon Ledanois, Didier Rous |                          |                      |

| Bahrain Victorious TBV                                 | Bahrain Victorious TBV | Bahrain Victorious TBV |
| ------------------------------------------------------ | ---------------------- | ---------------------- |
| Nr                                                     | Kolarz                 | Miejsce                |
| 21                                                     | Antonio Tiberi (ITA)   | 3.                     |
| 22                                                     | Pello Bilbao (ESP)     | 9.                     |
| 23                                                     | Damiano Caruso (ITA)   | 66.                    |
| 24                                                     | Afonso Eulálio (POR)   | DNF-5                  |
| 25                                                     | Fran Miholjević (CRO)  | 120.                   |
| 26                                                     | Andrea Pasqualon (ITA) | 123.                   |
| 27                                                     | Robert Stannard (AUS)  | 89.                    |
| Dyrektor sportowy : Gorazd Štangelj, Franco Pellizotti |                        |                        |

| Cofidis COF                                           | Cofidis COF                 | Cofidis COF |
| ----------------------------------------------------- | --------------------------- | ----------- |
| Nr                                                    | Kolarz                      | Miejsce     |
| 31                                                    | Ion Izagirre (ESP)          | 28.         |
| 32                                                    | Alex Aranburu (ESP) (szosa) | 29.         |
| 33                                                    | Bryan Coquard (FRA)         | 129.        |
| 34                                                    | Valentin Ferron (FRA)       | 132.        |
| 35                                                    | Jan Maas (NED)              | 95.         |
| 36                                                    | Paul Ourselin (FRA)         | 70.         |
| 37                                                    | Benjamin Thomas (FRA)       | 71.         |
| Dyrektor sportowy : Roberto Damiani, Bingen Fernández |                             |             |

| Decathlon-AG2R La Mondiale DAT                  | Decathlon-AG2R La Mondiale DAT | Decathlon-AG2R La Mondiale DAT |
| ----------------------------------------------- | ------------------------------ | ------------------------------ |
| Nr                                              | Kolarz                         | Miejsce                        |
| 41                                              | Johannes Staune-Mittet (NOR)   | 36.                            |
| 42                                              | Sam Bennett (IRL)              | 136.                           |
| 43                                              | Dries De Bondt (BEL)           | 86.                            |
| 44                                              | Dorian Godon (FRA)             | 100.                           |
| 45                                              | Tord Gudmestad (NOR)           | 124.                           |
| 46                                              | Nicolas Prodhomme (FRA)        | 37.                            |
| 47                                              | Andrea Vendrame (ITA)          | 31.                            |
| Dyrektor sportowy : Luke Roberts, Didier Jannel |                                |                                |

| EF Education-EasyPost EFE                                  | EF Education-EasyPost EFE | EF Education-EasyPost EFE |
| ---------------------------------------------------------- | ------------------------- | ------------------------- |
| Nr                                                         | Kolarz                    | Miejsce                   |
| 51                                                         | Richard Carapaz (ECU)     | 18.                       |
| 52                                                         | Ben Healy (IRL)           | 24.                       |
| 53                                                         | Samuele Battistella (ITA) | 93.                       |
| 54                                                         | Esteban Chaves (COL)      | 40.                       |
| 55                                                         | Rui Costa (POR) (szosa)   | DNF-5                     |
| 56                                                         | James Shaw (GBR)          | DNS-1                     |
| 57                                                         | Michael Valgren (DEN)     | DNF-2                     |
| Dyrektor sportowy : Juan Manuel Gárate, Tejay van Garderen |                           |                           |

| Groupama-FDJ GFC                                     | Groupama-FDJ GFC       | Groupama-FDJ GFC |
| ---------------------------------------------------- | ---------------------- | ---------------- |
| Nr                                                   | Kolarz                 | Miejsce          |
| 61                                                   | David Gaudu (FRA)      | DNF-2            |
| 62                                                   | Lorenzo Germani (ITA)  | 65.              |
| 63                                                   | Romain Grégoire (FRA)  | 15.              |
| 64                                                   | Valentin Madouas (FRA) | 35.              |
| 65                                                   | Quentin Pacher (FRA)   | 39.              |
| 66                                                   | Paul Penhoët (FRA)     | 101.             |
| 67                                                   | Clément Russo (FRA)    | 105.             |
| Dyrektor sportowy : Thierry Bricaud, Jussi Veikkanen |                        |                  |

| Ineos Grenadiers IGD                               | Ineos Grenadiers IGD     | Ineos Grenadiers IGD |
| -------------------------------------------------- | ------------------------ | -------------------- |
| Nr                                                 | Kolarz                   | Miejsce              |
| 71                                                 | Filippo Ganna (ITA)      | 2.                   |
| 72                                                 | Laurens De Plus (BEL)    | 46.                  |
| 73                                                 | Lucas Hamilton (AUS)     | 116.                 |
| 74                                                 | Michał Kwiatkowski (POL) | DNF-5                |
| 75                                                 | Salvatore Puccio (ITA)   | DNF-7                |
| 76                                                 | Brandon Rivera (COL)     | 41.                  |
| 77                                                 | Connor Swift (GBR)       | 77.                  |
| Dyrektor sportowy : Zakkari Dempster, Ian Stannard |                          |                      |

| Intermarché-Wanty IWA                          | Intermarché-Wanty IWA   | Intermarché-Wanty IWA |
| ---------------------------------------------- | ----------------------- | --------------------- |
| Nr                                             | Kolarz                  | Miejsce               |
| 81                                             | Kamiel Bonneu (BEL)     | 98.                   |
| 82                                             | Vito Braet (BEL)        | DNF-6                 |
| 83                                             | Francesco Busatto (ITA) | 58.                   |
| 84                                             | Kevin Colleoni (ITA)    | 81.                   |
| 85                                             | Tom Paquot (BEL)        | DNF-2                 |
| 86                                             | Louis Barré (FRA)       | DNS-1                 |
| 87                                             | Jonas Rutsch (GER)      | 43.                   |
| Dyrektor sportowy : Aike Visbeek, Bart Wellens |                         |                       |

| Israel-Premier Tech IPT                          | Israel-Premier Tech IPT | Israel-Premier Tech IPT |
| ------------------------------------------------ | ----------------------- | ----------------------- |
| Nr                                               | Kolarz                  | Miejsce                 |
| 91                                               | Derek Gee (CAN)         | 4.                      |
| 92                                               | Pascal Ackermann (GER)  | DNF-3                   |
| 93                                               | Marco Frigo (ITA)       | 76.                     |
| 94                                               | Jakob Fuglsang (DEN)    | 84.                     |
| 95                                               | Hugo Houle (CAN)        | DNF-3                   |
| 96                                               | Nadav Raisberg (ISR)    | 128.                    |
| 97                                               | Jake Stewart (GBR)      | 118.                    |
| Dyrektor sportowy : Sam Bewley, Francesco Frassi |                         |                         |

| Lidl-Trek LTK                                   | Lidl-Trek LTK                       | Lidl-Trek LTK |
| ----------------------------------------------- | ----------------------------------- | ------------- |
| Nr                                              | Kolarz                              | Miejsce       |
| 101                                             | Giulio Ciccone (ITA)                | 13.           |
| 102                                             | Simone Consonni (ITA)               | DNF-5         |
| 103                                             | Amanuel Ghebreigzabhier (ERI) (ITT) | 112.          |
| 104                                             | Jonathan Milan (ITA)                | 135.          |
| 105                                             | Toms Skujiņš (LAT)                  | 104.          |
| 106                                             | Jasper Stuyven (BEL)                | 44.           |
| 107                                             | Edward Theuns (BEL)                 | 130.          |
| Dyrektor sportowy : Grégory Rast, Adriano Baffi |                                     |               |

| Movistar Team MOV                       | Movistar Team MOV                | Movistar Team MOV |
| --------------------------------------- | -------------------------------- | ----------------- |
| Nr                                      | Kolarz                           | Miejsce           |
| 111                                     | Nairo Quintana (COL)             | 32.               |
| 112                                     | Jorge Arcas (ESP)                | 67.               |
| 113                                     | Orluis Aular (VEN)               | 52.               |
| 114                                     | Davide Formolo (ITA)             | 51.               |
| 115                                     | Einer Rubio (COL)                | 20.               |
| 116                                     | Pelayo Sánchez (ESP)             | DNF-6             |
| 117                                     | Natnael Tesfatsion (ERI) (szosa) | 99.               |
| Dyrektor sportowy : Maximilian Sciandri |                                  |                   |

| Q36.5 Pro Cycling Team Q36                                  | Q36.5 Pro Cycling Team Q36   | Q36.5 Pro Cycling Team Q36 |
| ----------------------------------------------------------- | ---------------------------- | -------------------------- |
| Nr                                                          | Kolarz                       | Miejsce                    |
| 121                                                         | Thomas Pidcock (GBR)         | 6.                         |
| 122                                                         | Xabier Azparren (ESP)        | DNS-3                      |
| 123                                                         | Gianluca Brambilla (ITA)     | DNF-5                      |
| 124                                                         | David de la Cruz (ESP) (ITT) | 8.                         |
| 125                                                         | Damien Howson (AUS)          | 119.                       |
| 126                                                         | Mark Donovan (GBR)           | 53.                        |
| 127                                                         | Nickolas Zukowsky (CAN)      | DNF-7                      |
| Dyrektor sportowy : Gabriele Missaglia, Alexandre Sans Vega |                              |                            |

| Red Bull-Bora-Hansgrohe RBH                          | Red Bull-Bora-Hansgrohe RBH | Red Bull-Bora-Hansgrohe RBH |
| ---------------------------------------------------- | --------------------------- | --------------------------- |
| Nr                                                   | Kolarz                      | Miejsce                     |
| 131                                                  | Jai Hindley (AUS)           | 5.                          |
| 132                                                  | Roger Adrià (ESP)           | 48.                         |
| 133                                                  | Jonas Koch (GER)            | 94.                         |
| 134                                                  | Filip Maciejuk (POL)        | 83.                         |
| 135                                                  | Gianni Moscon (ITA)         | 62.                         |
| 136                                                  | Anton Palzer (GER)          | DNS-3                       |
| 137                                                  | Tim van Dijke (NED)         | 82.                         |
| Dyrektor sportowy : Enrico Gasparotto, Roger Hammond |                             |                             |

| Soudal Quick-Step SOQ                                | Soudal Quick-Step SOQ        | Soudal Quick-Step SOQ |
| ---------------------------------------------------- | ---------------------------- | --------------------- |
| Nr                                                   | Kolarz                       | Miejsce               |
| 141                                                  | Mikel Landa (ESP)            | 7.                    |
| 142                                                  | Mattia Cattaneo (ITA)        | 10.                   |
| 143                                                  | Josef Černý (CZE)            | 117.                  |
| 144                                                  | Paul Magnier (FRA)           | 91.                   |
| 145                                                  | Valentin Paret-Peintre (FRA) | 38.                   |
| 146                                                  | Casper Pedersen (DEN)        | 90.                   |
| 147                                                  | Pepijn Reinderink (NED)      | 111.                  |
| Dyrektor sportowy : Davide Bramati, Wilfried Peeters |                              |                       |

| Team Jayco AlUla JAY                             | Team Jayco AlUla JAY            | Team Jayco AlUla JAY |
| ------------------------------------------------ | ------------------------------- | -------------------- |
| Nr                                               | Kolarz                          | Miejsce              |
| 151                                              | Filippo Zana (ITA)              | 25.                  |
| 152                                              | Edward Dunbar (IRL) (ITT)       | DNF-5                |
| 153                                              | Patrick Gamper (AUT)            | 125.                 |
| 154                                              | Dylan Groenewegen (NED) (szosa) | 137.                 |
| 155                                              | Luka Mezgec (SLO)               | 126.                 |
| 156                                              | Elmar Reinders (NED)            | 133.                 |
| 157                                              | Jasha Sütterlin (GER)           | 75.                  |
| Dyrektor sportowy : Valerio Piva, Steve Cummings |                                 |                      |

| Team Picnic-PostNL TPP                           | Team Picnic-PostNL TPP | Team Picnic-PostNL TPP |
| ------------------------------------------------ | ---------------------- | ---------------------- |
| Nr                                               | Kolarz                 | Miejsce                |
| 161                                              | Chris Hamilton (AUS)   | 34.                    |
| 162                                              | Bjoern Koerdt (GBR)    | DNF-7                  |
| 163                                              | Gijs Leemreize (NED)   | 49.                    |
| 164                                              | Enzo Leijnse (NED)     | 102.                   |
| 165                                              | Niklas Märkl (GER)     | 122.                   |
| 166                                              | Casper van Uden (NED)  | 85.                    |
| 167                                              | Bram Welten (NED)      | DNS-6                  |
| Dyrektor sportowy : Matthew Winston, Philip West |                        |                        |

| Team Polti VisitMalta PTV                            | Team Polti VisitMalta PTV | Team Polti VisitMalta PTV |
| ---------------------------------------------------- | ------------------------- | ------------------------- |
| Nr                                                   | Kolarz                    | Miejsce                   |
| 171                                                  | Davide Piganzoli (ITA)    | 17.                       |
| 172                                                  | Davide Bais (ITA)         | 108.                      |
| 173                                                  | Giovanni Lonardi (ITA)    | 106.                      |
| 174                                                  | Mirco Maestri (ITA)       | 59.                       |
| 175                                                  | Francisco Muñoz (ESP)     | 92.                       |
| 176                                                  | Andrea Pietrobon (ITA)    | 109.                      |
| 177                                                  | Alessandro Tonelli (ITA)  | 61.                       |
| Dyrektor sportowy : Stefano Zanatta, Giovanni Ellena |                           |                           |

| Team Visma \| Lease a Bike TVL                     | Team Visma \| Lease a Bike TVL | Team Visma \| Lease a Bike TVL |
| -------------------------------------------------- | ------------------------------ | ------------------------------ |
| Nr                                                 | Kolarz                         | Miejsce                        |
| 181                                                | Simon Yates (GBR)              | 14.                            |
| 182                                                | Olav Kooij (NED)               | 96.                            |
| 183                                                | Steven Kruijswijk (NED)        | 69.                            |
| 184                                                | Daniel McLay (GBR)             | 131.                           |
| 185                                                | Cian Uijtdebroeks (BEL)        | DNF-7                          |
| 186                                                | Attila Valter (HUN) (szosa)    | 56.                            |
| 187                                                | Dylan van Baarle (NED)         | 88.                            |
| Dyrektor sportowy : Maarten Wynants, Jesper Mørkøv |                                |                                |

| Tudor Pro Cycling Team TUD                        | Tudor Pro Cycling Team TUD | Tudor Pro Cycling Team TUD |
| ------------------------------------------------- | -------------------------- | -------------------------- |
| Nr                                                | Kolarz                     | Miejsce                    |
| 191                                               | Marc Hirschi (SUI)         | 23.                        |
| 192                                               | Alexander Krieger (GER)    | 134.                       |
| 193                                               | Rick Pluimers (NED)        | 55.                        |
| 194                                               | Florian Stork (GER)        | 79.                        |
| 195                                               | Larry Warbasse (USA)       | 68.                        |
| 196                                               | Hannes Wilksch (GER)       | 57.                        |
| 197                                               | Maikel Zijlaard (NED)      | 121.                       |
| Dyrektor sportowy : Matteo Tosatto, Claudio Cozzi |                            |                            |

| UAE Team Emirates XRG UAD                                   | UAE Team Emirates XRG UAD       | UAE Team Emirates XRG UAD |
| ----------------------------------------------------------- | ------------------------------- | ------------------------- |
| Nr                                                          | Kolarz                          | Miejsce                   |
| 201                                                         | Juan Ayuso (ESP)                | 1.                        |
| 202                                                         | Rui Oliveira (POR)              | DNF-7                     |
| 203                                                         | Isaac Del Toro (MEX)            | 19.                       |
| 204                                                         | Felix Großschartner (AUT) (ITT) | 60.                       |
| 205                                                         | Rafał Majka (POL)               | 72.                       |
| 206                                                         | Domen Novak (SLO) (szosa)       | DNF-7                     |
| 207                                                         | Adam Yates (GBR)                | 16.                       |
| Dyrektor sportowy : Fabrizio Guidi, Manuele Mori, Tomás Gil |                                 |                           |

| Uno-X Mobility UXM                              | Uno-X Mobility UXM               | Uno-X Mobility UXM |
| ----------------------------------------------- | -------------------------------- | ------------------ |
| Nr                                              | Kolarz                           | Miejsce            |
| 211                                             | Magnus Cort Nielsen (DEN)        | 110.               |
| 212                                             | Fredrik Dversnes (NOR)           | 45.                |
| 213                                             | Ådne Holter (NOR)                | 103.               |
| 214                                             | Anders Halland Johannessen (NOR) | 78.                |
| 215                                             | Tobias Halland Johannessen (NOR) | 11.                |
| 216                                             | William Blume Levy (DEN)         | 97.                |
| 217                                             | Søren Wærenskjold (NOR) (ITT)    | 138.               |
| Dyrektor sportowy : Gabriel Rasch, Emil Vinjebo |                                  |                    |

| VF Group-Bardiani CSF-Faizanè VBF                        | VF Group-Bardiani CSF-Faizanè VBF | VF Group-Bardiani CSF-Faizanè VBF |
| -------------------------------------------------------- | --------------------------------- | --------------------------------- |
| Nr                                                       | Kolarz                            | Miejsce                           |
| 221                                                      | Manuele Tarozzi (ITA)             | 63.                               |
| 222                                                      | Lorenzo Conforti (ITA)            | DNF-4                             |
| 223                                                      | Luca Covili (ITA)                 | 42.                               |
| 224                                                      | Filippo Fiorelli (ITA)            | 30.                               |
| 225                                                      | Alessandro Pinarello (ITA)        | 22.                               |
| 226                                                      | Matteo Scalco (ITA)               | 64.                               |
| 227                                                      | Enrico Zanoncello (ITA)           | 113.                              |
| Dyrektor sportowy : Roberto Reverberi, Alessandro Donati |                                   |                                   |

| XDS Astana Team XAT                                  | XDS Astana Team XAT           | XDS Astana Team XAT |
| ---------------------------------------------------- | ----------------------------- | ------------------- |
| Nr                                                   | Kolarz                        | Miejsce             |
| 231                                                  | Alberto Bettiol (ITA) (szosa) | DNS-3               |
| 232                                                  | Nicola Conci (ITA)            | 33.                 |
| 233                                                  | Lorenzo Fortunato (ITA)       | 21.                 |
| 234                                                  | Florian Kajamini (ITA)        | 27.                 |
| 235                                                  | Wout Poels (NED)              | DNF-5               |
| 236                                                  | Davide Toneatti (ITA)         | 87.                 |
| 237                                                  | Simone Velasco (ITA)          | 26.                 |
| Dyrektor sportowy : Aleksandr Szefier, Dario Cataldo |                               |                     |

Legenda: DNF – nie ukończył etapu, OTL – przekroczył limit czasu, DNS – nie wystartował do etapu, DSQ – zdyskwalifikowany. Numer przy skrócie oznacza etap, na którym kolarz opuścił wyścig.

## Wyniki etapów

### Etap 1
| Lido di Camaiore - Lido di Camaiore | jazda indywidualna na czas | (9,9 km) |

| \| Klasyfikacja etapu \| Klasyfikacja etapu \| Klasyfikacja etapu \| Klasyfikacja etapu \| Klasyfikacja etapu \| \| Kolarz \| Kolarz \| Państwo \| Drużyna \| Czas \| \| ------------------ \| --------------------- \| ------------------ \| --------------------- \| ------------------ \| \| 1. \| Filippo Ganna \| Włochy \| Ineos Grenadiers \| 12' 17" \| \| 2. \| Juan Ayuso \| Hiszpania \| UAE Team Emirates XRG \| + 22" \| \| 3. \| Johan Price-Pejtersen \| Dania \| Alpecin-Deceuninck \| + 27" \| \| 4. \| Antonio Tiberi \| Włochy \| Bahrain Victorious \| + 28" \| \| 5. \| Jonathan Milan \| Włochy \| Lidl-Trek \| + 30" \| \| 6. \| Derek Gee \| Kanada \| Israel-Premier Tech \| + 35" \| \| 7. \| Mattia Cattaneo \| Włochy \| Soudal Quick-Step \| + 36" \| \| 8. \| Søren Wærenskjold \| Norwegia \| Uno-X Mobility \| + 36" \| \| 9. \| Isaac Del Toro \| Meksyk \| UAE Team Emirates XRG \| + 37" \| \| 10. \| Kévin Vauquelin \| Francja \| Arkéa-B&B Hotels \| + 40" \| |                       |           |                       |         |
| |                       |           |                       |         |
| |                       |           |                       |         |
| Klasyfikacja etapu |                       |           |                       |         |
| Kolarz | Kolarz                | Państwo   | Drużyna               | Czas    |
| 1. | Filippo Ganna         | Włochy    | Ineos Grenadiers      | 12' 17" |
| 2. | Juan Ayuso            | Hiszpania | UAE Team Emirates XRG | + 22"   |
| 3. | Johan Price-Pejtersen | Dania     | Alpecin-Deceuninck    | + 27"   |
| 4. | Antonio Tiberi        | Włochy    | Bahrain Victorious    | + 28"   |
| 5. | Jonathan Milan        | Włochy    | Lidl-Trek             | + 30"   |
| 6. | Derek Gee             | Kanada    | Israel-Premier Tech   | + 35"   |
| 7. | Mattia Cattaneo       | Włochy    | Soudal Quick-Step     | + 36"   |
| 8. | Søren Wærenskjold     | Norwegia  | Uno-X Mobility        | + 36"   |
| 9. | Isaac Del Toro        | Meksyk    | UAE Team Emirates XRG | + 37"   |
| 10. | Kévin Vauquelin       | Francja   | Arkéa-B&B Hotels      | + 40"   |

| \| Klasyfikacja generalna \| Klasyfikacja generalna \| Klasyfikacja generalna \| Klasyfikacja generalna \| Klasyfikacja generalna \| \| Kolarz \| Kolarz \| Państwo \| Drużyna \| Czas \| \| ---------------------- \| ---------------------- \| ---------------------- \| ---------------------- \| ---------------------- \| \| 1. \| Filippo Ganna \| Włochy \| Ineos Grenadiers \| 12' 17" \| \| 2. \| Juan Ayuso \| Hiszpania \| UAE Team Emirates XRG \| + 23" \| \| 3. \| Johan Price-Pejtersen \| Dania \| Alpecin-Deceuninck \| + 28" \| \| 4. \| Antonio Tiberi \| Włochy \| Bahrain Victorious \| + 29" \| \| 5. \| Jonathan Milan \| Włochy \| Lidl-Trek \| + 31" \| \| 6. \| Derek Gee \| Kanada \| Israel-Premier Tech \| + 34" \| \| 7. \| Mattia Cattaneo \| Włochy \| Soudal Quick-Step \| + 36" \| \| 8. \| Søren Wærenskjold \| Norwegia \| Uno-X Mobility \| + 37" \| \| 9. \| Isaac Del Toro \| Meksyk \| UAE Team Emirates XRG \| + 38" \| \| 10. \| Kévin Vauquelin \| Francja \| Arkéa-B&B Hotels \| + 41" \| |                       |           |                       |         |
| |                       |           |                       |         |
| |                       |           |                       |         |
| Klasyfikacja generalna |                       |           |                       |         |
| Kolarz | Kolarz                | Państwo   | Drużyna               | Czas    |
| 1. | Filippo Ganna         | Włochy    | Ineos Grenadiers      | 12' 17" |
| 2. | Juan Ayuso            | Hiszpania | UAE Team Emirates XRG | + 23"   |
| 3. | Johan Price-Pejtersen | Dania     | Alpecin-Deceuninck    | + 28"   |
| 4. | Antonio Tiberi        | Włochy    | Bahrain Victorious    | + 29"   |
| 5. | Jonathan Milan        | Włochy    | Lidl-Trek             | + 31"   |
| 6. | Derek Gee             | Kanada    | Israel-Premier Tech   | + 34"   |
| 7. | Mattia Cattaneo       | Włochy    | Soudal Quick-Step     | + 36"   |
| 8. | Søren Wærenskjold     | Norwegia  | Uno-X Mobility        | + 37"   |
| 9. | Isaac Del Toro        | Meksyk    | UAE Team Emirates XRG | + 38"   |
| 10. | Kévin Vauquelin       | Francja   | Arkéa-B&B Hotels      | + 41"   |

### Etap 2
| Camaiore - Follonica | płaski | (192 km) |

| \| Klasyfikacja etapu \| Klasyfikacja etapu \| Klasyfikacja etapu \| Klasyfikacja etapu \| Klasyfikacja etapu \| \| Kolarz \| Kolarz \| Państwo \| Drużyna \| Czas \| \| ------------------ \| ------------------ \| ------------------ \| ----------------------------- \| ------------------ \| \| 1. \| Jonathan Milan \| Włochy \| Lidl-Trek \| 4h 45' 13" \| \| 2. \| Maikel Zijlaard \| Holandia \| Tudor Pro Cycling Team \| + 0" \| \| 3. \| Paul Penhoët \| Francja \| Groupama-FDJ \| + 0" \| \| 4. \| Olav Kooij \| Holandia \| Team Visma \\| Lease a Bike \| + 0" \| \| 5. \| Simone Consonni \| Włochy \| Lidl-Trek \| + 0" \| \| 6. \| Sam Bennett \| Irlandia \| Decathlon-AG2R La Mondiale \| + 0" \| \| 7. \| Jake Stewart \| Wielka Brytania \| Israel-Premier Tech \| + 0" \| \| 8. \| Tim van Dijke \| Holandia \| Red Bull-Bora-Hansgrohe \| + 0" \| \| 9. \| Bryan Coquard \| Francja \| Cofidis \| + 0" \| \| 10. \| Enrico Zanoncello \| Włochy \| VF Group-Bardiani CSF-Faizanè \| + 0" \| |                   |                 |                               |            |
| |                   |                 |                               |            |
| |                   |                 |                               |            |
| Klasyfikacja etapu |                   |                 |                               |            |
| Kolarz | Kolarz            | Państwo         | Drużyna                       | Czas       |
| 1. | Jonathan Milan    | Włochy          | Lidl-Trek                     | 4h 45' 13" |
| 2. | Maikel Zijlaard   | Holandia        | Tudor Pro Cycling Team        | + 0"       |
| 3. | Paul Penhoët      | Francja         | Groupama-FDJ                  | + 0"       |
| 4. | Olav Kooij        | Holandia        | Team Visma \| Lease a Bike    | + 0"       |
| 5. | Simone Consonni   | Włochy          | Lidl-Trek                     | + 0"       |
| 6. | Sam Bennett       | Irlandia        | Decathlon-AG2R La Mondiale    | + 0"       |
| 7. | Jake Stewart      | Wielka Brytania | Israel-Premier Tech           | + 0"       |
| 8. | Tim van Dijke     | Holandia        | Red Bull-Bora-Hansgrohe       | + 0"       |
| 9. | Bryan Coquard     | Francja         | Cofidis                       | + 0"       |
| 10. | Enrico Zanoncello | Włochy          | VF Group-Bardiani CSF-Faizanè | + 0"       |

| \| Klasyfikacja generalna \| Klasyfikacja generalna \| Klasyfikacja generalna \| Klasyfikacja generalna \| Klasyfikacja generalna \| \| Kolarz \| Kolarz \| Państwo \| Drużyna \| Czas \| \| ---------------------- \| ---------------------- \| ---------------------- \| ---------------------- \| ---------------------- \| \| 1. \| Filippo Ganna \| Włochy \| Ineos Grenadiers \| 4h 57' 30" \| \| 2. \| Jonathan Milan \| Włochy \| Lidl-Trek \| + 19" \| \| 3. \| Juan Ayuso \| Hiszpania \| UAE Team Emirates XRG \| + 22" \| \| 4. \| Johan Price-Pejtersen \| Dania \| Alpecin-Deceuninck \| + 28" \| \| 5. \| Antonio Tiberi \| Włochy \| Bahrain Victorious \| + 29" \| \| 6. \| Derek Gee \| Kanada \| Israel-Premier Tech \| + 34" \| \| 7. \| Mattia Cattaneo \| Włochy \| Soudal Quick-Step \| + 36" \| \| 8. \| Søren Wærenskjold \| Norwegia \| Uno-X Mobility \| + 37" \| \| 9. \| Isaac Del Toro \| Meksyk \| UAE Team Emirates XRG \| + 38" \| \| 10. \| Maikel Zijlaard \| Holandia \| Tudor Pro Cycling Team \| + 40" \| |                       |           |                        |            |
| |                       |           |                        |            |
| |                       |           |                        |            |
| Klasyfikacja generalna |                       |           |                        |            |
| Kolarz | Kolarz                | Państwo   | Drużyna                | Czas       |
| 1. | Filippo Ganna         | Włochy    | Ineos Grenadiers       | 4h 57' 30" |
| 2. | Jonathan Milan        | Włochy    | Lidl-Trek              | + 19"      |
| 3. | Juan Ayuso            | Hiszpania | UAE Team Emirates XRG  | + 22"      |
| 4. | Johan Price-Pejtersen | Dania     | Alpecin-Deceuninck     | + 28"      |
| 5. | Antonio Tiberi        | Włochy    | Bahrain Victorious     | + 29"      |
| 6. | Derek Gee             | Kanada    | Israel-Premier Tech    | + 34"      |
| 7. | Mattia Cattaneo       | Włochy    | Soudal Quick-Step      | + 36"      |
| 8. | Søren Wærenskjold     | Norwegia  | Uno-X Mobility         | + 37"      |
| 9. | Isaac Del Toro        | Meksyk    | UAE Team Emirates XRG  | + 38"      |
| 10. | Maikel Zijlaard       | Holandia  | Tudor Pro Cycling Team | + 40"      |

### Etap 3
| Follonica - Colfiorito | górski | (239 km) |

| \| Klasyfikacja etapu \| Klasyfikacja etapu \| Klasyfikacja etapu \| Klasyfikacja etapu \| Klasyfikacja etapu \| \| Kolarz \| Kolarz \| Państwo \| Drużyna \| Czas \| \| ------------------ \| ------------------- \| ------------------ \| ----------------------------- \| ------------------ \| \| 1. \| Andrea Vendrame \| Włochy \| Decathlon-AG2R La Mondiale \| 6h 28' 25" \| \| 2. \| Thomas Pidcock \| Wielka Brytania \| Q36.5 Pro Cycling Team \| + 0" \| \| 3. \| Romain Grégoire \| Francja \| Groupama-FDJ \| + 0" \| \| 4. \| Rick Pluimers \| Holandia \| Tudor Pro Cycling Team \| + 0" \| \| 5. \| Roger Adrià \| Hiszpania \| Red Bull-Bora-Hansgrohe \| + 0" \| \| 6. \| Simone Velasco \| Włochy \| XDS Astana Team \| + 0" \| \| 7. \| Filippo Fiorelli \| Włochy \| VF Group-Bardiani CSF-Faizanè \| + 0" \| \| 8. \| Alex Aranburu \| Hiszpania \| Cofidis \| + 0" \| \| 9. \| Samuele Battistella \| Włochy \| EF Education-EasyPost \| + 0" \| \| 10. \| Filippo Ganna \| Włochy \| Ineos Grenadiers \| + 0" \| |                     |                 |                               |            |
| |                     |                 |                               |            |
| |                     |                 |                               |            |
| Klasyfikacja etapu |                     |                 |                               |            |
| Kolarz | Kolarz              | Państwo         | Drużyna                       | Czas       |
| 1. | Andrea Vendrame     | Włochy          | Decathlon-AG2R La Mondiale    | 6h 28' 25" |
| 2. | Thomas Pidcock      | Wielka Brytania | Q36.5 Pro Cycling Team        | + 0"       |
| 3. | Romain Grégoire     | Francja         | Groupama-FDJ                  | + 0"       |
| 4. | Rick Pluimers       | Holandia        | Tudor Pro Cycling Team        | + 0"       |
| 5. | Roger Adrià         | Hiszpania       | Red Bull-Bora-Hansgrohe       | + 0"       |
| 6. | Simone Velasco      | Włochy          | XDS Astana Team               | + 0"       |
| 7. | Filippo Fiorelli    | Włochy          | VF Group-Bardiani CSF-Faizanè | + 0"       |
| 8. | Alex Aranburu       | Hiszpania       | Cofidis                       | + 0"       |
| 9. | Samuele Battistella | Włochy          | EF Education-EasyPost         | + 0"       |
| 10. | Filippo Ganna       | Włochy          | Ineos Grenadiers              | + 0"       |

| \| Klasyfikacja generalna \| Klasyfikacja generalna \| Klasyfikacja generalna \| Klasyfikacja generalna \| Klasyfikacja generalna \| \| Kolarz \| Kolarz \| Państwo \| Drużyna \| Czas \| \| ---------------------- \| ---------------------- \| ---------------------- \| ---------------------- \| ---------------------- \| \| 1. \| Filippo Ganna \| Włochy \| Ineos Grenadiers \| 11h 25' 55" \| \| 2. \| Juan Ayuso \| Hiszpania \| UAE Team Emirates XRG \| + 22" \| \| 3. \| Antonio Tiberi \| Włochy \| Bahrain Victorious \| + 29" \| \| 4. \| Derek Gee \| Kanada \| Israel-Premier Tech \| + 34" \| \| 5. \| Mattia Cattaneo \| Włochy \| Soudal Quick-Step \| + 36" \| \| 6. \| Kévin Vauquelin \| Francja \| Arkéa-B&B Hotels \| + 41" \| \| 7. \| Edward Dunbar \| Irlandia \| Team Jayco AlUla \| + 44" \| \| 8. \| Laurens De Plus \| Belgia \| Ineos Grenadiers \| + 45" \| \| 9. \| Ben Healy \| Irlandia \| EF Education-EasyPost \| + 48" \| \| 10. \| Romain Grégoire \| Francja \| Groupama-FDJ \| + 48" \| |                 |           |                       |             |
| |                 |           |                       |             |
| |                 |           |                       |             |
| Klasyfikacja generalna |                 |           |                       |             |
| Kolarz | Kolarz          | Państwo   | Drużyna               | Czas        |
| 1. | Filippo Ganna   | Włochy    | Ineos Grenadiers      | 11h 25' 55" |
| 2. | Juan Ayuso      | Hiszpania | UAE Team Emirates XRG | + 22"       |
| 3. | Antonio Tiberi  | Włochy    | Bahrain Victorious    | + 29"       |
| 4. | Derek Gee       | Kanada    | Israel-Premier Tech   | + 34"       |
| 5. | Mattia Cattaneo | Włochy    | Soudal Quick-Step     | + 36"       |
| 6. | Kévin Vauquelin | Francja   | Arkéa-B&B Hotels      | + 41"       |
| 7. | Edward Dunbar   | Irlandia  | Team Jayco AlUla      | + 44"       |
| 8. | Laurens De Plus | Belgia    | Ineos Grenadiers      | + 45"       |
| 9. | Ben Healy       | Irlandia  | EF Education-EasyPost | + 48"       |
| 10. | Romain Grégoire | Francja   | Groupama-FDJ          | + 48"       |

### Etap 4
| Norcia - Trasacco | górzysty | (190 km) |

| \| Klasyfikacja etapu \| Klasyfikacja etapu \| Klasyfikacja etapu \| Klasyfikacja etapu \| Klasyfikacja etapu \| \| Kolarz \| Kolarz \| Państwo \| Drużyna \| Czas \| \| ------------------ \| -------------------- \| ------------------ \| ----------------------------- \| ------------------ \| \| 1. \| Olav Kooij \| Holandia \| Team Visma \\| Lease a Bike \| 4h 48' 05" \| \| 2. \| Rick Pluimers \| Holandia \| Tudor Pro Cycling Team \| + 0" \| \| 3. \| Mathieu van der Poel \| Holandia \| Alpecin-Deceuninck \| + 0" \| \| 4. \| Paul Magnier \| Francja \| Soudal Quick-Step \| + 0" \| \| 5. \| Mirco Maestri \| Włochy \| Team Polti VisitMalta \| + 0" \| \| 6. \| Andrea Vendrame \| Włochy \| Decathlon-AG2R La Mondiale \| + 0" \| \| 7. \| Filippo Ganna \| Włochy \| Ineos Grenadiers \| + 0" \| \| 8. \| Thomas Pidcock \| Wielka Brytania \| Q36.5 Pro Cycling Team \| + 0" \| \| 9. \| Giovanni Lonardi \| Włochy \| Team Polti VisitMalta \| + 0" \| \| 10. \| Filippo Fiorelli \| Włochy \| VF Group-Bardiani CSF-Faizanè \| + 0" \| |                      |                 |                               |            |
| |                      |                 |                               |            |
| |                      |                 |                               |            |
| Klasyfikacja etapu |                      |                 |                               |            |
| Kolarz | Kolarz               | Państwo         | Drużyna                       | Czas       |
| 1. | Olav Kooij           | Holandia        | Team Visma \| Lease a Bike    | 4h 48' 05" |
| 2. | Rick Pluimers        | Holandia        | Tudor Pro Cycling Team        | + 0"       |
| 3. | Mathieu van der Poel | Holandia        | Alpecin-Deceuninck            | + 0"       |
| 4. | Paul Magnier         | Francja         | Soudal Quick-Step             | + 0"       |
| 5. | Mirco Maestri        | Włochy          | Team Polti VisitMalta         | + 0"       |
| 6. | Andrea Vendrame      | Włochy          | Decathlon-AG2R La Mondiale    | + 0"       |
| 7. | Filippo Ganna        | Włochy          | Ineos Grenadiers              | + 0"       |
| 8. | Thomas Pidcock       | Wielka Brytania | Q36.5 Pro Cycling Team        | + 0"       |
| 9. | Giovanni Lonardi     | Włochy          | Team Polti VisitMalta         | + 0"       |
| 10. | Filippo Fiorelli     | Włochy          | VF Group-Bardiani CSF-Faizanè | + 0"       |

| \| Klasyfikacja generalna \| Klasyfikacja generalna \| Klasyfikacja generalna \| Klasyfikacja generalna \| Klasyfikacja generalna \| \| Kolarz \| Kolarz \| Państwo \| Drużyna \| Czas \| \| ---------------------- \| ---------------------- \| ---------------------- \| ---------------------- \| ---------------------- \| \| 1. \| Filippo Ganna \| Włochy \| Ineos Grenadiers \| 16h 14' 00" \| \| 2. \| Juan Ayuso \| Hiszpania \| UAE Team Emirates XRG \| + 22" \| \| 3. \| Antonio Tiberi \| Włochy \| Bahrain Victorious \| + 29" \| \| 4. \| Derek Gee \| Kanada \| Israel-Premier Tech \| + 34" \| \| 5. \| Mattia Cattaneo \| Włochy \| Soudal Quick-Step \| + 36" \| \| 6. \| Kévin Vauquelin \| Francja \| Arkéa-B&B Hotels \| + 41" \| \| 7. \| Edward Dunbar \| Irlandia \| Team Jayco AlUla \| + 44" \| \| 8. \| Laurens De Plus \| Belgia \| Ineos Grenadiers \| + 45" \| \| 9. \| Ben Healy \| Irlandia \| EF Education-EasyPost \| + 48" \| \| 10. \| Romain Grégoire \| Francja \| Groupama-FDJ \| + 48" \| |                 |           |                       |             |
| |                 |           |                       |             |
| |                 |           |                       |             |
| Klasyfikacja generalna |                 |           |                       |             |
| Kolarz | Kolarz          | Państwo   | Drużyna               | Czas        |
| 1. | Filippo Ganna   | Włochy    | Ineos Grenadiers      | 16h 14' 00" |
| 2. | Juan Ayuso      | Hiszpania | UAE Team Emirates XRG | + 22"       |
| 3. | Antonio Tiberi  | Włochy    | Bahrain Victorious    | + 29"       |
| 4. | Derek Gee       | Kanada    | Israel-Premier Tech   | + 34"       |
| 5. | Mattia Cattaneo | Włochy    | Soudal Quick-Step     | + 36"       |
| 6. | Kévin Vauquelin | Francja   | Arkéa-B&B Hotels      | + 41"       |
| 7. | Edward Dunbar   | Irlandia  | Team Jayco AlUla      | + 44"       |
| 8. | Laurens De Plus | Belgia    | Ineos Grenadiers      | + 45"       |
| 9. | Ben Healy       | Irlandia  | EF Education-EasyPost | + 48"       |
| 10. | Romain Grégoire | Francja   | Groupama-FDJ          | + 48"       |

### Etap 5
| Ascoli Piceno - Pergola | górzysty | (205 km) |

| \| Klasyfikacja etapu \| Klasyfikacja etapu \| Klasyfikacja etapu \| Klasyfikacja etapu \| Klasyfikacja etapu \| \| Kolarz \| Kolarz \| Państwo \| Drużyna \| Czas \| \| ------------------ \| -------------------------- \| ------------------ \| ----------------------- \| ------------------ \| \| 1. \| Fredrik Dversnes \| Norwegia \| Uno-X Mobility \| 5h 04' 56" \| \| 2. \| Mathieu van der Poel \| Holandia \| Alpecin-Deceuninck \| + 7" \| \| 3. \| Roger Adrià \| Hiszpania \| Red Bull-Bora-Hansgrohe \| + 7" \| \| 4. \| Giulio Ciccone \| Włochy \| Lidl-Trek \| + 7" \| \| 5. \| Alex Aranburu \| Hiszpania \| Cofidis \| + 7" \| \| 6. \| Thomas Pidcock \| Wielka Brytania \| Q36.5 Pro Cycling Team \| + 7" \| \| 7. \| Romain Grégoire \| Francja \| Groupama-FDJ \| + 7" \| \| 8. \| Tobias Halland Johannessen \| Norwegia \| Uno-X Mobility \| + 7" \| \| 9. \| Pello Bilbao \| Hiszpania \| Bahrain Victorious \| + 7" \| \| 10. \| Simone Velasco \| Włochy \| XDS Astana Team \| + 7" \| |                            |                 |                         |            |
| |                            |                 |                         |            |
| |                            |                 |                         |            |
| Klasyfikacja etapu |                            |                 |                         |            |
| Kolarz | Kolarz                     | Państwo         | Drużyna                 | Czas       |
| 1. | Fredrik Dversnes           | Norwegia        | Uno-X Mobility          | 5h 04' 56" |
| 2. | Mathieu van der Poel       | Holandia        | Alpecin-Deceuninck      | + 7"       |
| 3. | Roger Adrià                | Hiszpania       | Red Bull-Bora-Hansgrohe | + 7"       |
| 4. | Giulio Ciccone             | Włochy          | Lidl-Trek               | + 7"       |
| 5. | Alex Aranburu              | Hiszpania       | Cofidis                 | + 7"       |
| 6. | Thomas Pidcock             | Wielka Brytania | Q36.5 Pro Cycling Team  | + 7"       |
| 7. | Romain Grégoire            | Francja         | Groupama-FDJ            | + 7"       |
| 8. | Tobias Halland Johannessen | Norwegia        | Uno-X Mobility          | + 7"       |
| 9. | Pello Bilbao               | Hiszpania       | Bahrain Victorious      | + 7"       |
| 10. | Simone Velasco             | Włochy          | XDS Astana Team         | + 7"       |

| \| Klasyfikacja generalna \| Klasyfikacja generalna \| Klasyfikacja generalna \| Klasyfikacja generalna \| Klasyfikacja generalna \| \| Kolarz \| Kolarz \| Państwo \| Drużyna \| Czas \| \| ---------------------- \| ---------------------- \| ---------------------- \| ---------------------- \| ---------------------- \| \| 1. \| Filippo Ganna \| Włochy \| Ineos Grenadiers \| 21h 19' 03" \| \| 2. \| Juan Ayuso \| Hiszpania \| UAE Team Emirates XRG \| + 22" \| \| 3. \| Antonio Tiberi \| Włochy \| Bahrain Victorious \| + 29" \| \| 4. \| Derek Gee \| Kanada \| Israel-Premier Tech \| + 34" \| \| 5. \| Mattia Cattaneo \| Włochy \| Soudal Quick-Step \| + 36" \| \| 6. \| Kévin Vauquelin \| Francja \| Arkéa-B&B Hotels \| + 41" \| \| 7. \| Laurens De Plus \| Belgia \| Ineos Grenadiers \| + 45" \| \| 8. \| Romain Grégoire \| Francja \| Groupama-FDJ \| + 48" \| \| 9. \| David de la Cruz \| Hiszpania \| Q36.5 Pro Cycling Team \| + 54" \| \| 10. \| Pello Bilbao \| Hiszpania \| Bahrain Victorious \| + 54" \| |                  |           |                        |             |
| |                  |           |                        |             |
| |                  |           |                        |             |
| Klasyfikacja generalna |                  |           |                        |             |
| Kolarz | Kolarz           | Państwo   | Drużyna                | Czas        |
| 1. | Filippo Ganna    | Włochy    | Ineos Grenadiers       | 21h 19' 03" |
| 2. | Juan Ayuso       | Hiszpania | UAE Team Emirates XRG  | + 22"       |
| 3. | Antonio Tiberi   | Włochy    | Bahrain Victorious     | + 29"       |
| 4. | Derek Gee        | Kanada    | Israel-Premier Tech    | + 34"       |
| 5. | Mattia Cattaneo  | Włochy    | Soudal Quick-Step      | + 36"       |
| 6. | Kévin Vauquelin  | Francja   | Arkéa-B&B Hotels       | + 41"       |
| 7. | Laurens De Plus  | Belgia    | Ineos Grenadiers       | + 45"       |
| 8. | Romain Grégoire  | Francja   | Groupama-FDJ           | + 48"       |
| 9. | David de la Cruz | Hiszpania | Q36.5 Pro Cycling Team | + 54"       |
| 10. | Pello Bilbao     | Hiszpania | Bahrain Victorious     | + 54"       |

### Etap 6
| Cartoceto - Frontignano | górski | (163 km) |

| \| Klasyfikacja etapu \| Klasyfikacja etapu \| Klasyfikacja etapu \| Klasyfikacja etapu \| Klasyfikacja etapu \| \| Kolarz \| Kolarz \| Państwo \| Drużyna \| Czas \| \| ------------------ \| -------------------------- \| ------------------ \| ----------------------- \| ------------------ \| \| 1. \| Juan Ayuso \| Hiszpania \| UAE Team Emirates XRG \| 4h 14' 02" \| \| 2. \| Thomas Pidcock \| Wielka Brytania \| Q36.5 Pro Cycling Team \| + 13" \| \| 3. \| Jai Hindley \| Australia \| Red Bull-Bora-Hansgrohe \| + 13" \| \| 4. \| Mikel Landa \| Hiszpania \| Soudal Quick-Step \| + 15" \| \| 5. \| Antonio Tiberi \| Włochy \| Bahrain Victorious \| + 20" \| \| 6. \| Derek Gee \| Kanada \| Israel-Premier Tech \| + 20" \| \| 7. \| Isaac Del Toro \| Meksyk \| UAE Team Emirates XRG \| + 36" \| \| 8. \| Ben Healy \| Irlandia \| EF Education-EasyPost \| + 42" \| \| 9. \| Tobias Halland Johannessen \| Norwegia \| Uno-X Mobility \| + 45" \| \| 10. \| Lorenzo Fortunato \| Włochy \| XDS Astana Team \| + 50" \| |                            |                 |                         |            |
| |                            |                 |                         |            |
| |                            |                 |                         |            |
| Klasyfikacja etapu |                            |                 |                         |            |
| Kolarz | Kolarz                     | Państwo         | Drużyna                 | Czas       |
| 1. | Juan Ayuso                 | Hiszpania       | UAE Team Emirates XRG   | 4h 14' 02" |
| 2. | Thomas Pidcock             | Wielka Brytania | Q36.5 Pro Cycling Team  | + 13"      |
| 3. | Jai Hindley                | Australia       | Red Bull-Bora-Hansgrohe | + 13"      |
| 4. | Mikel Landa                | Hiszpania       | Soudal Quick-Step       | + 15"      |
| 5. | Antonio Tiberi             | Włochy          | Bahrain Victorious      | + 20"      |
| 6. | Derek Gee                  | Kanada          | Israel-Premier Tech     | + 20"      |
| 7. | Isaac Del Toro             | Meksyk          | UAE Team Emirates XRG   | + 36"      |
| 8. | Ben Healy                  | Irlandia        | EF Education-EasyPost   | + 42"      |
| 9. | Tobias Halland Johannessen | Norwegia        | Uno-X Mobility          | + 45"      |
| 10. | Lorenzo Fortunato          | Włochy          | XDS Astana Team         | + 50"      |

| \| Klasyfikacja generalna \| Klasyfikacja generalna \| Klasyfikacja generalna \| Klasyfikacja generalna \| Klasyfikacja generalna \| \| Kolarz \| Kolarz \| Państwo \| Drużyna \| Czas \| \| ---------------------- \| ---------------------- \| ---------------------- \| ----------------------- \| ---------------------- \| \| 1. \| Juan Ayuso \| Hiszpania \| UAE Team Emirates XRG \| 25h 33' 17" \| \| 2. \| Antonio Tiberi \| Włochy \| Bahrain Victorious \| + 37" \| \| 3. \| Filippo Ganna \| Włochy \| Ineos Grenadiers \| + 38" \| \| 4. \| Derek Gee \| Kanada \| Israel-Premier Tech \| + 42" \| \| 5. \| Jai Hindley \| Australia \| Red Bull-Bora-Hansgrohe \| + 53" \| \| 6. \| Thomas Pidcock \| Wielka Brytania \| Q36.5 Pro Cycling Team \| + 56" \| \| 7. \| Mikel Landa \| Hiszpania \| Soudal Quick-Step \| + 1' 05" \| \| 8. \| David de la Cruz \| Hiszpania \| Q36.5 Pro Cycling Team \| + 1' 32" \| \| 9. \| Pello Bilbao \| Hiszpania \| Bahrain Victorious \| + 1' 32" \| \| 10. \| Mattia Cattaneo \| Włochy \| Soudal Quick-Step \| + 1' 38" \| |                  |                 |                         |             |
| |                  |                 |                         |             |
| |                  |                 |                         |             |
| Klasyfikacja generalna |                  |                 |                         |             |
| Kolarz | Kolarz           | Państwo         | Drużyna                 | Czas        |
| 1. | Juan Ayuso       | Hiszpania       | UAE Team Emirates XRG   | 25h 33' 17" |
| 2. | Antonio Tiberi   | Włochy          | Bahrain Victorious      | + 37"       |
| 3. | Filippo Ganna    | Włochy          | Ineos Grenadiers        | + 38"       |
| 4. | Derek Gee        | Kanada          | Israel-Premier Tech     | + 42"       |
| 5. | Jai Hindley      | Australia       | Red Bull-Bora-Hansgrohe | + 53"       |
| 6. | Thomas Pidcock   | Wielka Brytania | Q36.5 Pro Cycling Team  | + 56"       |
| 7. | Mikel Landa      | Hiszpania       | Soudal Quick-Step       | + 1' 05"    |
| 8. | David de la Cruz | Hiszpania       | Q36.5 Pro Cycling Team  | + 1' 32"    |
| 9. | Pello Bilbao     | Hiszpania       | Bahrain Victorious      | + 1' 32"    |
| 10. | Mattia Cattaneo  | Włochy          | Soudal Quick-Step       | + 1' 38"    |

### Etap 7
| Porto Potenza Picena - San Benedetto del Tronto | płaski | (147 km) |

| \| Klasyfikacja etapu \| Klasyfikacja etapu \| Klasyfikacja etapu \| Klasyfikacja etapu \| Klasyfikacja etapu \| \| Kolarz \| Kolarz \| Państwo \| Drużyna \| Czas \| \| ------------------ \| ------------------ \| ------------------ \| -------------------------- \| ------------------ \| \| 1. \| Jonathan Milan \| Włochy \| Lidl-Trek \| 3h 08' 07" \| \| 2. \| Sam Bennett \| Irlandia \| Decathlon-AG2R La Mondiale \| + 0" \| \| 3. \| Olav Kooij \| Holandia \| Team Visma \\| Lease a Bike \| + 0" \| \| 4. \| Jake Stewart \| Wielka Brytania \| Israel-Premier Tech \| + 0" \| \| 5. \| Paul Penhoët \| Francja \| Groupama-FDJ \| + 0" \| \| 6. \| Giovanni Lonardi \| Włochy \| Team Polti VisitMalta \| + 0" \| \| 7. \| Maikel Zijlaard \| Holandia \| Tudor Pro Cycling Team \| + 0" \| \| 8. \| Natnael Tesfatsion \| Erytrea \| Movistar Team \| + 0" \| \| 9. \| Casper van Uden \| Holandia \| Team Picnic-PostNL \| + 0" \| \| 10. \| Clément Venturini \| Francja \| Arkéa-B&B Hotels \| + 0" \| |                    |                 |                            |            |
| |                    |                 |                            |            |
| |                    |                 |                            |            |
| Klasyfikacja etapu |                    |                 |                            |            |
| Kolarz | Kolarz             | Państwo         | Drużyna                    | Czas       |
| 1. | Jonathan Milan     | Włochy          | Lidl-Trek                  | 3h 08' 07" |
| 2. | Sam Bennett        | Irlandia        | Decathlon-AG2R La Mondiale | + 0"       |
| 3. | Olav Kooij         | Holandia        | Team Visma \| Lease a Bike | + 0"       |
| 4. | Jake Stewart       | Wielka Brytania | Israel-Premier Tech        | + 0"       |
| 5. | Paul Penhoët       | Francja         | Groupama-FDJ               | + 0"       |
| 6. | Giovanni Lonardi   | Włochy          | Team Polti VisitMalta      | + 0"       |
| 7. | Maikel Zijlaard    | Holandia        | Tudor Pro Cycling Team     | + 0"       |
| 8. | Natnael Tesfatsion | Erytrea         | Movistar Team              | + 0"       |
| 9. | Casper van Uden    | Holandia        | Team Picnic-PostNL         | + 0"       |
| 10. | Clément Venturini  | Francja         | Arkéa-B&B Hotels           | + 0"       |

## Klasyfikacje

### Klasyfikacja generalna
| \| Klasyfikacja generalna \| Klasyfikacja generalna \| Klasyfikacja generalna \| Klasyfikacja generalna \| Klasyfikacja generalna \| \| Kolarz \| Kolarz \| Państwo \| Drużyna \| Czas \| \| ---------------------- \| -------------------------- \| ---------------------- \| -------------------------- \| ---------------------- \| \| 1. \| Juan Ayuso \| Hiszpania \| UAE Team Emirates XRG \| 28h 41' 24" \| \| 2. \| Filippo Ganna \| Włochy \| Ineos Grenadiers \| + 35" \| \| 3. \| Antonio Tiberi \| Włochy \| Bahrain Victorious \| + 36" \| \| 4. \| Derek Gee \| Kanada \| Israel-Premier Tech \| + 42" \| \| 5. \| Jai Hindley \| Australia \| Red Bull-Bora-Hansgrohe \| + 53" \| \| 6. \| Thomas Pidcock \| Wielka Brytania \| Q36.5 Pro Cycling Team \| + 56" \| \| 7. \| Mikel Landa \| Hiszpania \| Soudal Quick-Step \| + 1' 05" \| \| 8. \| David de la Cruz \| Hiszpania \| Q36.5 Pro Cycling Team \| + 1' 32" \| \| 9. \| Pello Bilbao \| Hiszpania \| Bahrain Victorious \| + 1' 32" \| \| 10. \| Mattia Cattaneo \| Włochy \| Soudal Quick-Step \| + 1' 38" \| \| 11. \| Tobias Halland Johannessen \| Norwegia \| Uno-X Mobility \| + 1' 46" \| \| 12. \| Kévin Vauquelin \| Francja \| Arkéa-B&B Hotels \| + 1' 52" \| \| 13. \| Giulio Ciccone \| Włochy \| Lidl-Trek \| + 1' 58" \| \| 14. \| Simon Yates \| Wielka Brytania \| Team Visma \\| Lease a Bike \| + 2' 04" \| \| 15. \| Romain Grégoire \| Francja \| Groupama-FDJ \| + 2' 05" \| |                            |                 |                            |             |
| |                            |                 |                            |             |
| Źródło: ProCyclingStats |                            |                 |                            |             |
| Klasyfikacja generalna |                            |                 |                            |             |
| Kolarz | Kolarz                     | Państwo         | Drużyna                    | Czas        |
| 1. | Juan Ayuso                 | Hiszpania       | UAE Team Emirates XRG      | 28h 41' 24" |
| 2. | Filippo Ganna              | Włochy          | Ineos Grenadiers           | + 35"       |
| 3. | Antonio Tiberi             | Włochy          | Bahrain Victorious         | + 36"       |
| 4. | Derek Gee                  | Kanada          | Israel-Premier Tech        | + 42"       |
| 5. | Jai Hindley                | Australia       | Red Bull-Bora-Hansgrohe    | + 53"       |
| 6. | Thomas Pidcock             | Wielka Brytania | Q36.5 Pro Cycling Team     | + 56"       |
| 7. | Mikel Landa                | Hiszpania       | Soudal Quick-Step          | + 1' 05"    |
| 8. | David de la Cruz           | Hiszpania       | Q36.5 Pro Cycling Team     | + 1' 32"    |
| 9. | Pello Bilbao               | Hiszpania       | Bahrain Victorious         | + 1' 32"    |
| 10. | Mattia Cattaneo            | Włochy          | Soudal Quick-Step          | + 1' 38"    |
| 11. | Tobias Halland Johannessen | Norwegia        | Uno-X Mobility             | + 1' 46"    |
| 12. | Kévin Vauquelin            | Francja         | Arkéa-B&B Hotels           | + 1' 52"    |
| 13. | Giulio Ciccone             | Włochy          | Lidl-Trek                  | + 1' 58"    |
| 14. | Simon Yates                | Wielka Brytania | Team Visma \| Lease a Bike | + 2' 04"    |
| 15. | Romain Grégoire            | Francja         | Groupama-FDJ               | + 2' 05"    |

| Klasyfikacja punktowa | Klasyfikacja punktowa | Klasyfikacja punktowa | Klasyfikacja punktowa      | Klasyfikacja punktowa |
| Kolarz                | Kolarz                | Państwo               | Drużyna                    | Punkty                |
| --------------------- | --------------------- | --------------------- | -------------------------- | --------------------- |
| 1.                    | Jonathan Milan        | Włochy                | Lidl-Trek                  | 41 pkt                |
| 2.                    | Thomas Pidcock        | Wielka Brytania       | Q36.5 Pro Cycling Team     | 28 pkt                |
| 3.                    | Olav Kooij            | Holandia              | Team Visma \| Lease a Bike | 27 pkt                |
| 4.                    | Juan Ayuso            | Hiszpania             | UAE Team Emirates XRG      | 24 pkt                |
| 5.                    | Filippo Ganna         | Włochy                | Ineos Grenadiers           | 22 pkt                |
| 6.                    | Andrea Vendrame       | Włochy                | Decathlon-AG2R La Mondiale | 22 pkt                |
| 7.                    | Mathieu van der Poel  | Holandia              | Alpecin-Deceuninck         | 18 pkt                |
| 8.                    | Rick Pluimers         | Holandia              | Tudor Pro Cycling Team     | 17 pkt                |
| 9.                    | Antonio Tiberi        | Włochy                | Bahrain Victorious         | 15 pkt                |
| 10.                   | Roger Adrià           | Hiszpania             | Red Bull-Bora-Hansgrohe    | 15 pkt                |

| Klasyfikacja punktowa | Klasyfikacja punktowa | Klasyfikacja punktowa | Klasyfikacja punktowa      | Klasyfikacja punktowa |
| Kolarz                | Kolarz                | Państwo               | Drużyna                    | Punkty                |
| --------------------- | --------------------- | --------------------- | -------------------------- | --------------------- |
| 1.                    | Jonathan Milan        | Włochy                | Lidl-Trek                  | 41 pkt                |
| 2.                    | Thomas Pidcock        | Wielka Brytania       | Q36.5 Pro Cycling Team     | 28 pkt                |
| 3.                    | Olav Kooij            | Holandia              | Team Visma \| Lease a Bike | 27 pkt                |
| 4.                    | Juan Ayuso            | Hiszpania             | UAE Team Emirates XRG      | 24 pkt                |
| 5.                    | Filippo Ganna         | Włochy                | Ineos Grenadiers           | 22 pkt                |
| 6.                    | Andrea Vendrame       | Włochy                | Decathlon-AG2R La Mondiale | 22 pkt                |
| 7.                    | Mathieu van der Poel  | Holandia              | Alpecin-Deceuninck         | 18 pkt                |
| 8.                    | Rick Pluimers         | Holandia              | Tudor Pro Cycling Team     | 17 pkt                |
| 9.                    | Antonio Tiberi        | Włochy                | Bahrain Victorious         | 15 pkt                |
| 10.                   | Roger Adrià           | Hiszpania             | Red Bull-Bora-Hansgrohe    | 15 pkt                |

| Klasyfikacja górska | Klasyfikacja górska | Klasyfikacja górska | Klasyfikacja górska           | Klasyfikacja górska |
| Kolarz              | Kolarz              | Państwo             | Drużyna                       | Punkty              |
| ------------------- | ------------------- | ------------------- | ----------------------------- | ------------------- |
| 1.                  | Manuele Tarozzi     | Włochy              | VF Group-Bardiani CSF-Faizanè | 32 pkt              |
| 2.                  | Juan Ayuso          | Hiszpania           | UAE Team Emirates XRG         | 20 pkt              |
| 3.                  | Thomas Pidcock      | Wielka Brytania     | Q36.5 Pro Cycling Team        | 13 pkt              |
| 4.                  | Davide Bais         | Włochy              | Team Polti VisitMalta         | 11 pkt              |
| 5.                  | Richard Carapaz     | Ekwador             | EF Education-EasyPost         | 10 pkt              |
| 6.                  | Fredrik Dversnes    | Norwegia            | Uno-X Mobility                | 8 pkt               |
| 7.                  | Derek Gee           | Kanada              | Israel-Premier Tech           | 7 pkt               |
| 8.                  | Jai Hindley         | Australia           | Red Bull-Bora-Hansgrohe       | 7 pkt               |
| 9.                  | Ben Healy           | Irlandia            | EF Education-EasyPost         | 7 pkt               |
| 10.                 | Brandon Rivera      | Kolumbia            | Ineos Grenadiers              | 5 pkt               |

| Klasyfikacja górska | Klasyfikacja górska | Klasyfikacja górska | Klasyfikacja górska           | Klasyfikacja górska |
| Kolarz              | Kolarz              | Państwo             | Drużyna                       | Punkty              |
| ------------------- | ------------------- | ------------------- | ----------------------------- | ------------------- |
| 1.                  | Manuele Tarozzi     | Włochy              | VF Group-Bardiani CSF-Faizanè | 32 pkt              |
| 2.                  | Juan Ayuso          | Hiszpania           | UAE Team Emirates XRG         | 20 pkt              |
| 3.                  | Thomas Pidcock      | Wielka Brytania     | Q36.5 Pro Cycling Team        | 13 pkt              |
| 4.                  | Davide Bais         | Włochy              | Team Polti VisitMalta         | 11 pkt              |
| 5.                  | Richard Carapaz     | Ekwador             | EF Education-EasyPost         | 10 pkt              |
| 6.                  | Fredrik Dversnes    | Norwegia            | Uno-X Mobility                | 8 pkt               |
| 7.                  | Derek Gee           | Kanada              | Israel-Premier Tech           | 7 pkt               |
| 8.                  | Jai Hindley         | Australia           | Red Bull-Bora-Hansgrohe       | 7 pkt               |
| 9.                  | Ben Healy           | Irlandia            | EF Education-EasyPost         | 7 pkt               |
| 10.                 | Brandon Rivera      | Kolumbia            | Ineos Grenadiers              | 5 pkt               |

| Klasyfikacja młodzieżowa | Klasyfikacja młodzieżowa | Klasyfikacja młodzieżowa | Klasyfikacja młodzieżowa      | Klasyfikacja młodzieżowa |
| Kolarz                   | Kolarz                   | Państwo                  | Drużyna                       | Czas                     |
| ------------------------ | ------------------------ | ------------------------ | ----------------------------- | ------------------------ |
| 1.                       | Juan Ayuso               | Hiszpania                | UAE Team Emirates XRG         | 28h 41' 24"              |
| 2.                       | Antonio Tiberi           | Włochy                   | Bahrain Victorious            | + 36"                    |
| 3.                       | Kévin Vauquelin          | Francja                  | Arkéa-B&B Hotels              | + 1' 52"                 |
| 4.                       | Romain Grégoire          | Francja                  | Groupama-FDJ                  | + 2' 05"                 |
| 5.                       | Davide Piganzoli         | Włochy                   | Team Polti VisitMalta         | + 2' 11"                 |
| 6.                       | Isaac Del Toro           | Meksyk                   | UAE Team Emirates XRG         | + 2' 13"                 |
| 7.                       | Alessandro Pinarello     | Włochy                   | VF Group-Bardiani CSF-Faizanè | + 2' 41"                 |
| 8.                       | Ben Healy                | Irlandia                 | EF Education-EasyPost         | + 2' 54"                 |
| 9.                       | Florian Kajamini         | Włochy                   | XDS Astana Team               | + 3' 26"                 |
| 10.                      | Johannes Staune-Mittet   | Norwegia                 | Decathlon-AG2R La Mondiale    | + 5' 25"                 |

| Klasyfikacja młodzieżowa | Klasyfikacja młodzieżowa | Klasyfikacja młodzieżowa | Klasyfikacja młodzieżowa      | Klasyfikacja młodzieżowa |
| Kolarz                   | Kolarz                   | Państwo                  | Drużyna                       | Czas                     |
| ------------------------ | ------------------------ | ------------------------ | ----------------------------- | ------------------------ |
| 1.                       | Juan Ayuso               | Hiszpania                | UAE Team Emirates XRG         | 28h 41' 24"              |
| 2.                       | Antonio Tiberi           | Włochy                   | Bahrain Victorious            | + 36"                    |
| 3.                       | Kévin Vauquelin          | Francja                  | Arkéa-B&B Hotels              | + 1' 52"                 |
| 4.                       | Romain Grégoire          | Francja                  | Groupama-FDJ                  | + 2' 05"                 |
| 5.                       | Davide Piganzoli         | Włochy                   | Team Polti VisitMalta         | + 2' 11"                 |
| 6.                       | Isaac Del Toro           | Meksyk                   | UAE Team Emirates XRG         | + 2' 13"                 |
| 7.                       | Alessandro Pinarello     | Włochy                   | VF Group-Bardiani CSF-Faizanè | + 2' 41"                 |
| 8.                       | Ben Healy                | Irlandia                 | EF Education-EasyPost         | + 2' 54"                 |
| 9.                       | Florian Kajamini         | Włochy                   | XDS Astana Team               | + 3' 26"                 |
| 10.                      | Johannes Staune-Mittet   | Norwegia                 | Decathlon-AG2R La Mondiale    | + 5' 25"                 |

| Klasyfikacja drużynowa | Klasyfikacja drużynowa | Klasyfikacja drużynowa       | Klasyfikacja drużynowa |
| Drużyna                | Drużyna                | Państwo                      | Czas                   |
| ---------------------- | ---------------------- | ---------------------------- | ---------------------- |
| 1.                     | UAE Team Emirates XRG  | Zjednoczone Emiraty Arabskie | 86h 07' 15"            |
| 2.                     | Soudal Quick-Step      | Belgia                       | + 4' 23"               |
| 3.                     | XDS Astana Team        | Kazachstan                   | + 5' 21"               |
| 4.                     | EF Education-EasyPost  | Stany Zjednoczone            | + 6' 20"               |
| 5.                     | Bahrain-Victorious     | Bahrajn                      | + 6' 23"               |

| Klasyfikacja drużynowa | Klasyfikacja drużynowa | Klasyfikacja drużynowa       | Klasyfikacja drużynowa |
| Drużyna                | Drużyna                | Państwo                      | Czas                   |
| ---------------------- | ---------------------- | ---------------------------- | ---------------------- |
| 1.                     | UAE Team Emirates XRG  | Zjednoczone Emiraty Arabskie | 86h 07' 15"            |
| 2.                     | Soudal Quick-Step      | Belgia                       | + 4' 23"               |
| 3.                     | XDS Astana Team        | Kazachstan                   | + 5' 21"               |
| 4.                     | EF Education-EasyPost  | Stany Zjednoczone            | + 6' 20"               |
| 5.                     | Bahrain-Victorious     | Bahrajn                      | + 6' 23"               |

### Liderzy klasyfikacji
| Etap   |                            | Pierwsze miejsce _ | Klasyfikacja generalna | Punktowa       | Górska          | Młodzieżowa    | Drużynowa _           |
| ------ | -------------------------- | ------------------ | ---------------------- | -------------- | --------------- | -------------- | --------------------- |
| 1      | jazda indywidualna na czas | Filippo Ganna      | Filippo Ganna          | Filippo Ganna  | brak danych     | Juan Ayuso     | Ineos Grenadiers      |
| 2      | płaski                     | Jonathan Milan     | Filippo Ganna          | Jonathan Milan | Davide Bais     | Jonathan Milan | Ineos Grenadiers      |
| 3      | górski                     | Andrea Vendrame    | Filippo Ganna          | Jonathan Milan | Manuele Tarozzi | Juan Ayuso     | UAE Team Emirates XRG |
| 4      | górzysty                   | Olav Kooij         | Filippo Ganna          | Jonathan Milan | Manuele Tarozzi | Juan Ayuso     | UAE Team Emirates XRG |
| 5      | górzysty                   | Fredrik Dversnes   | Filippo Ganna          | Jonathan Milan | Manuele Tarozzi | Juan Ayuso     | UAE Team Emirates XRG |
| 6      | górski                     | Juan Ayuso         | Juan Ayuso             | Thomas Pidcock | Manuele Tarozzi | Juan Ayuso     | UAE Team Emirates XRG |
| 7      | płaski                     | Jonathan Milan     | Juan Ayuso             | Jonathan Milan | Manuele Tarozzi | Juan Ayuso     | UAE Team Emirates XRG |
| Koniec | Koniec                     |                    | Juan Ayuso             | Jonathan Milan | Manuele Tarozzi | Juan Ayuso     | UAE Team Emirates XRG |